# イングリッシュ・シンフォニア
イングリッシュ・シンフォニア（English Sinfonia）は、イギリスの室内オーケストラ。

## 概説
1961年に創設。ロンドン近郊のハートフォードシャー州スティーヴェネッジに本拠を置く(現在の本拠地はバッキンガムシャー州のエルギヴァ劇場)。
チャールズ・グローヴズの長年の指導の下、「レコーディング・オブ・ザ・イヤー」を獲得したシューベルトの交響曲全集をはじめ、多くの音源を残す。約30人のメンバーは、ほとんどがロンドンの主要なオーケストラの出身であり、パーカッション、トロンボーン、キーボード等の近代楽器を含む構成で、18世紀から21世紀までの音楽をレパートリーとする。
2005年にはヴァイオリニストのジャニス・グレアムが芸術監督に就任した。